# Eloísa Gutiérrez
Eloisa Gutiérrez Rendón (Sucre, Bolivia; 9 de agosto de 1999) es una reina de belleza, ingeniera comercial, actriz y presentadora de televisión boliviana.

## Biografía
Es Presentadora de Televisión, Actriz y Modelo. Obtuvo el título de belleza Miss Bolivia en el año 2014. Durante su participación en dichos certámenes obtuvo 18 títulos nacionales e internacionales representando a su país en el concurso internacional Miss Universo Earth en 2015, en Filipinas.
En 2016 hizo su debut en su país natal como Presentadora de Televisión en la RED UNITEL, conduciendo el programa Calle 7. Su personalidad y carisma la llevó al éxito rápidamente y la llevó a conducir otros programas en horarios estelares de entretenimiento y espectáculos como: La Batidora, Apuesto por Ti, Yo me Llamo y La Revista; también  participó en noticias de espectáculo y clima en TELEPAÍS Meridiano y Central.
El 2018 llegó a México, donde participó en la serie de televisión Tres Milagros realizada por TELESET y transmitida por TV AZTECA. También participó en la obra de teatro Las Mil y Una Noches al lado de artistas como Irán Castillo y Eleazar Gómez.
En 2019 estudió actuación en la Universidad de Artes Escénicas Argos CASAZUL.
Continuó especializándose en actuación en el Centro de Educación Artística CEA de TELEVISA. Concluyendo sus estudios de actuación y conducción en dicha escuela de prestigio a nivel internacional. Convirtiéndola en una actriz y conductora profesional egresada del Centro de Educación Artística CEA de Televisa en México.
Fue designada Miss Grand International 2021, haciendo que Eloísa Gutiérrez retornara a los certámenes de belleza, dicho certamen tuvo gran impacto en su carrera ya que obtuvo ingresar por primera vez en la historia en los 3 listados previos a la final del certamen, entre los cuales posicionarse entre los cuerpos más bellos de la competencia, mejor pasarela, mejor traje de natural costura y estar entre las más votadas por el público, uniendo a su país a esta causa. Lo impactante fue que ello tuvo repercusión no solo en su país natal sino también en el país que actualmente reside (México).
Luego de regresar del certamen el cual no ganó pero tuvo gran repercusión mediática, fue llamada por una cadena Televisiva importante para conducir el noticiero 360, junto a infomerciales y también empezar a tener presencia en EE. UU. como corresponsal oficial de México para los latinos en el país estadunidense.
Saliendo al aire en más de 6 canales, nacionales e internacionales.
Luego fue llamada para conducir en uno de los canales más representativos en el regional mexicano de México y Latinoamérica el cual en Televisa.

## Vida personal
Eloísa Gutiérrez Rendón nació el 9 de agosto de 1999 en la ciudad de Sucre, Bolivia. Su padre es Eloy Gutiérrez Gonzales chuquisaqueño y su madre es Romy Rendón de Gutiérrez venía a ambos bolivianos. Tiene dos hermanos el mayor Marco Antonio Gutiérrez y el menor Erwin Gabriel Gutiérrez.  
Eloisa Gutiérrez Rendón es Ingeniera Comercial de profesión, y tiene 22 años de edad. 
Es Presentadora de Televisión, Actriz y Modelo. Obtuvo el título de belleza Miss Bolivia en el año 2014. Durante su participación en dichos certámenes obtuvo 18 títulos nacionales e internacionales representando a su país en el concurso internacional Miss Universo Earth en 2015, en Filipinas.
En 2016 hizo su debut en su país natal como Presentadora de Televisión en la RED UNITEL, conduciendo el programa Calle 7. Su personalidad y carisma la llevó al éxito rápidamente y la llevó a conducir otros programas en horarios estelares de entretenimiento y espectáculos como: La Batidora, Apuesto por Ti, Yo me Llamo y La Revista; también  participó en noticias de espectáculo y clima en TELEPAÍS Meridiano y Central.
El 2018 llegó a México, donde participó en la serie de televisión Tres Milagros realizada por TELESET y transmitida por TV AZTECA. También participó en la obra de teatro Las Mil y Una Noches al lado de artistas como Irán Castillo y Eleazar Gómez.
En 2019 estudió actuación en la Universidad de Artes Escénicas Argos CASAZUL.
Continuó especializándose en actuación en el Centro de Educación Artística CEA de TELEVISA. Concluyendo sus estudios de actuación y conducción en dicha escuela de prestigio a nivel internacional. Convirtiéndola en una actriz y conductora profesional egresada del Centro de Educación Artística CEA de Televisa en México.
Fue designada Miss Grand International 2021, haciendo que Eloísa Gutiérrez retornara a los certámenes de belleza, dicho certamen tuvo gran impacto en su carrera ya que obtuvo ingresar por primera vez en la historia en los 3 listados previos a la final del certamen, entre los cuales posicionarse entre los cuerpos más bellos de la competencia, mejor pasarela, mejor traje de natural costura y estar entre las más votadas por el público, uniendo a su país a esta causa. Lo impactante fue que ello tuvo repercusión no solo en su país natal sino también en el país que actualmente reside (México).
Luego de regresar del certamen el cual no ganó pero tuvo gran repercusión mediática, fue llamada por una cadena Televisiva importante para conducir el noticiero 360, junto a infomerciales y también empezar a tener presencia en EE. UU. como corresponsal oficial de México para los latinos en el país estadunidense.
Saliendo al aire en más de 6 canales, nacionales e internacionales.
Luego fue llamada para conducir en uno de los canales más representativos en el regional mexicano de México y Latinoamérica el cual es Televisa.

## Trayectoria como modelo

### Miss Chuquisaca 2014
Fue elegida como Miss Chuquisaca el 8 de mayo de 2014 en el Teatro Gran Mariscal Sucre, donde compitió con otras 9 aspirantes, provenientes de todo el departamento, por el título del certamen y ser representante de Chuquisaca en el Miss Bolivia 2014. En segundo lugar salió Alejandra Guerra (Srta. Chuquisaca) y en tercer puesto Wendy Rasguido (Miss La Plata).

### Miss Bolivia 2014
Participó como representante del departamento de Chuquisaca en el Miss Bolivia 2014, que se realizó el 31 de julio en Santa Cruz de la Sierra, donde compitió en diversas categorías con otras 22 candidatas provenientes de todo el país, para finalmente ser elegida Miss Bolivia Tierra 2014, siendo coronada por su antecesora María Renée Carmona. Al ganar el título de Miss Bolivia Tierra 2014, Eloísa Gutiérrez le dio a Chuquisaca su quinta corona en el concurso de belleza a nivel nacional. Previamente habían sido ganadoras: Ana María Landívar (Miss Bolivia Universo 1971), Sonia Malpartida (Miss Bolivia Mundo 1980), Claudia Arce Lemaitre (Miss Bolivia Universo 2009) y Adriana Delgadillo Galván (Miss Bolivia Internacional 2013). Además ganó los títulos Miss Talento y Miss Cielo, antes de realizarse la competencia.

### Miss Tierra 2014
Representó al país en el Miss Tierra 2014, evento celebrado el 29 de noviembre en el Teatro de la Universidad de Filipinas de la ciudad Quezón, Filipinas. Fue una de las 82 candidatas, provenientes de todo el mundo, que compitieron por la corona del certamen, el cual recayó en la representante local Jamie Herrell, siendo coronada por su antecesora Alyz Henrich. Obtuvo una medalla de plata en la competencia "Resort Wear" y otra medalla de plata en la competencia en Traje de Baño, ambas en el Grupo 1. Fue una de las ganadoras del concurso Video Eco-Belleza. Sin embargo no logró superar la fase previa para avanzar en el certamen.

### Reinado Internacional del Café 2015
Representó a Bolivia en el Reinado Internacional del Café 2015 en Manizales, Colombia; en el cual tampoco pudo clasificar entre las finalistas.

### Miss Grand Internacional 2021
Representó a Bolivia en el Miss Grand Internacional 2021, evento celebrado en el Show DC Hall de la ciudad Bangkok, Tailandia; en el cual tampoco pudo clasificar.

## Trayectoria en la televisión
El 23 de febrero de 2015 incursionó por primera vez en la pantalla chica, en la coconducción del programa juvenil Calle 7 de la red Unitel, junto a Ronico Cuéllar. A partir de esa experiencia incursionó en otros programas de esa misma casa televisiva, como La Batidora, Yo me llamo, Apuesto por ti, Telepaís y La Revista. Su paso por Unitel abarcó hasta finales de 2017, momento en el que decide migrar a México en busca de nuevas oportunidades y estudiar arte dramático.